# Fresville
Fresville é uma comuna francesa na região administrativa da Normandia, no departamento Mancha. Estende-se por uma área de 13,65 km². Em 2010 a comuna tinha 376 habitantes (densidade: 27,5 hab./km²).